# Wasserkraftwerk Moyopampa
Das Wasserkraftwerk Moyopampa (span. Central Hidroeléctrica Moyopampa) befindet sich am Rande der peruanischen Westkordillere, am Fuße des rechten Hangs des unteren Flusstals des Río Rímac. Es liegt 41 km ostnordöstlich der Landeshauptstadt Lima im Distrikt Lurigancho in der Provinz Lima der Verwaltungsregion Lima. Betrieben wird die Anlage von Enel.
Das Wasserkraftwerk Moyopampa ist Teil einer Kraftwerkskaskade. Oberstrom befindet sich das Wasserkraftwerk Callahuanca, abstrom das Wasserkraftwerk Huampaní.
Die erste Kraftwerkseinheit des Wasserkraftwerks Moyopampa wurde 1951 in Betrieb genommen. Das Kraftwerk ist mit 3 horizontal gerichteten Pelton-Turbinen (mit 21,3 MW, 22 MW und 24 MW) ausgestattet. Die installierte Gesamtleistung beträgt 69,2 MW. Die Brutto-Fallhöhe liegt bei 468 m, die Netto-Fallhöhe bei 460 m. Die Ausbauwassermenge liegt bei 16,2 m³/s. Die durchschnittliche Jahresenergieproduktion liegt bei 468 GWh.
Das vom Kraftwerk genutzte Wasser stammt von den Flüssen Río Rímac und Río Santa Eulalia. Direkt unterhalb des Wasserkraftwerks Callahuanca befindet sich ein Wehr (⊙), an dem das Wasser ausgeleitet wird. Von dort wird das Wasser über eine 12,5 km lange unterirdische Rohrleitung sowie drei 800 m lange Druckleitungen dem Kraftwerk zugeführt. Unterhalb des Kraftwerks gelangt das Wasser in den 150 m entfernten Río Rímac.